# NGC 6069
NGC 6069 is een lensvormig sterrenstelsel in het sterrenbeeld Noorderkroon. Het hemelobject werd op 21 juni 1882 ontdekt door de Franse astronoom Édouard Jean-Marie Stephan.

## Synoniemen
- MCG 7-33-43
- ZWG 223.42
- PGC 57237